# Список объектов всемирного наследия ЮНЕСКО в Словении
В списке Всеми́рного насле́дия ЮНЕ́СКО в Респу́блике Слове́ния значатся 5 наименований (на 2021 год), это составляет 0,4 % от общего числа (1248 на 2025 год). Один объект включен по природным критериям и признан природным феноменом исключительной красоты и эстетической важности (критерий vii) и ещё два включены по культурным критериям. Кроме этого, по состоянию на 2021 год, 4 объекта на территории Словении находятся в числе кандидатов на включение в список всемирного наследия. Республика Словения ратифицировала Конвенцию об охране всемирного культурного и природного наследия 5 ноября 1992 года. Однако, первый объект, находящиеся на территории Словении был занесен в список ещё в 1986 году на 10-й сессии Комитета всемирного наследия ЮНЕСКО, когда страна являлась частью СФРЮ.

## Список
В данной таблице объекты расположены в порядке их добавления в список всемирного наследия ЮНЕСКО.
| # | Изображение | Название | Местоположение                                                                                           | Время создания             | Год внесения в список              | №    | Критерии  |
| - | ----------- | --- | --- | -------------------------- | ---------------------------------- | ---- | --------- |
| 1 |             | Шкоцянские пещеры (словен. Škocjanske jame) | Статистический регион: Обално-Крашка                                                                     | —                          | 1986                               | 390  | vii, viii |
| 2 |             | Древние и первобытные буковые леса Карпат и других регионов Европы (словен. Starodavni prvobitni bukovi gozdovi Karpatov in drugih delov Evrope) а) Крокар (словен. Krokar) б) Снежник-Ждроцле (словен. Snežnik-Ždrocle) | Статистические регионы: Юго-Восточная Словения, Нотраньска-Крашка (Совместно с 17 странами)              | —                          | 2007 (расширен в 2011, 2017, 2021) | 1133 | ix        |
| 3 |             | Доисторические свайные поселения в Альпах (словен. Prazgodovinska kolišča okoli Alp) (2 пункта) | Статистический регион: Средняя Словения (Совместно с Францией, Германией, Швейцарией, Австрией, Италией) | V — I тысячелетие до н. э. | 2011                               | 1363 | iii, v    |
| 4 |             | Идрия и Альмаден — всемирное наследие ртути (словен. Dediščina živega srebra Almadén in Idrija) | Статистический регион: Горишка (Совместно с Испанией )                                                   | XVI—XX века                | 2012                               | 1313 | ii, iv    |
| 5 |             | Работы Йоже Плечника в Любляне — городской дизайн, ориентированный на человека (словен. Dela Jožeta Plečnika v Ljubljani – urbano oblikovanje po meri človeka)                                                           | Город: Любляна Статистический регион: Средняя Словения                                                   | XX век                     | 2021                               | 1643 | iv        |

## Предварительный список
В таблице объекты расположены в порядке их добавления в предварительный список. В данном списке указаны объекты, предложенные правительством Словении в качестве кандидатов на занесение в список всемирного наследия.
| # | Изображение | Название | Местоположение                                                     | Время создания | Год внесения в список | №    | Критерии         |
| - | ----------- | --- | ------------------------------------------------------------------ | -------------- | --------------------- | ---- | ---------------- |
| 1 |             | Фузинские холмы в Бохине (словен. Bohinjski griči)                                                                                  | Статистический регион: Гореньска                                   | —              | 1994                  | 592  | ii, v            |
| 2 |             | Партизанская больница Франья (словен. Slovenska vojna partizanska bolnica Franja)                                                   | Ближайшее поселение: Доленьи Новаки Статистический регион: Горишка | 1943           | 2000                  | 1433 | i, iii, iv       |
| 3 |             | Классический Карст (словен. Klasicni kras)                                                                                          | Статистический регион: Обално-Крашка                               | —              | 2015                  | 6072 | vii, viii, ix, x |
| 4 |             | Путь мира от Альп до Адриатики — наследие Первой мировой войны (словен. Pot miru od Alp do Jadrana — Dediščina prve svetovne vojne) | Статистический регион: Горишка, Обално-Крашка                      | 1915—1918      | 2016                  | 6077 | ii, vi           |